# Пешньово
Пешньо́во (рос. Пешнёво) — село у складі Казанського району Тюменської області, Росія.
Населення — 453 особи (2010, 575 у 2002).
Національний склад станом на 2002 рік:
- росіяни — 90 %